# Le Fantôme de Canterville (série télévisée)
Pour les articles homonymes, voir Le Fantôme de Canterville.
Le Fantôme de Canterville est une adaptation du Fantôme de Canterville d'Oscar Wilde dans Le Théâtre de la jeunesse réalisé par Marcel Cravenne et scénarisé par Albert Husson.

## Synopsis
Le scénario demeure fidèle à la nouvelle à ceci près qu'un des fils jumeaux a été supprimé, que Virginia n'épouse pas le duc George de Cheltham (et non Cheshire) mais Edward, le jardinier du domaine (personnage créé pour l'occasion), faisant ainsi un mariage d'amour et non d'intérêt, conformément aux vœux du fantôme mais contrairement au récit original. Claude Santelli, qui présente cette comédie, prévenant le téléspectateur que le fantôme pourrait bien endosser "le rôle d'un professeur de bonheur" et qu'il faut "croire aux esprits pour avoir soi-même de l'esprit –ça n'est même pas un jeu de mots– et pour être heureux".

## Distribution
- Jacques Berlioz : Lord Canterville
- Jacques Fabbri : Hyram Otis
- Maria Pacôme : Lucrezia
- Christiane Desbois : Virginia
- Philippe Mahrer : John
- Olivier Richard : Peter
- Claude Rich : Le fantôme
- Claude Nicot : George
- Pierre Pernet : Edouard
- Raymone : Miss Umney
- Andrée Champeaux : Une servante
- Clément Michu : Un domestique

## Fiche technique
- Scénario : Albert Husson
- Réalisation : Marcel Cravenne
- Producteur : Claude Santelli
- Directeur de photographie : Maurice Barry
- Décorateur : Paul Pélisson
- Création des costumes : Rosine Delamare